# Алгазеїнське сільське поселення
Алгазе́їнське сільське поселення (рос. Алгазеинское сельское поселение) — сільське поселення у складі Тугуро-Чуміканського району Хабаровського краю Росії.
Адміністративний центр та єдиний населений пункт — село Алгазея.

## Населення
Населення сільського поселення становить 60 осіб (2019; 63 у 2010, 108 у 2002).

## Історія
Станом на 2002 рік існувала Алгазеїнська сільська адміністрація (село Алгазея, населений пункт Джана). Сільське поселення утворене 28 липня 2004 року, населений пункт Джана передано у міжселенну територію.